# Miroslav Klose
|  | «Klose» redirigeix aquí. Vegeu-ne altres significats a «Bob Klose». |

Miroslav Klose (nascut amb el nom de Mirosław Marian Klose) és un exfutbolista i entrenador alemany. És el màxim golejador històric de la selecció alemanya, i el màxim golejador de la història de la Copa del Món de Futbol.
Actualment dirigeix el 1. Fußball-Club Nürnberg VfL.

## Biografia
La seva mare Barbara va ser membre de la selecció polonesa d'handbol, i el seu pare, Józef, jugador de futbol professional que va jugar a l'Auxerre francès, entre d'altres equips. La seva família es va mudar a França primerament, i el 1987 a Kusel, una petita localitat alemanya molt a prop de Kaiserslautern.
Va jugar al Werder Bremen, equip que el va fitxar per 5 milions d'euros al Kaiserslautern. A la temporada 2004-05, durant un partit contra l'Arminia Bielefeld i empatant a zero, Klose va relliscar dins l'àrea de l'Arminia, i l'àrbitre va assenyalar penal, però Klose, en canvi de dirigir-se al punt de la pena màxima, es va aixecar i se'n va anar a parlar a l'àrbitre, a convèncer-lo de què ell havia relliscat, que el defensa contrari no l'havia tocat. Quatre mesos després, la Federació Alemana li va concedir el premi al Fair Play, però curiosament, Klose seria expulsat al cap de dues temporades per haver simulat un penal a la semifinal de la Copa de la UEFA contra l'Espanyol.
Després d'aquell partit, en el qual Klose perjudicà greument el seu equip, el Bayern München el va fitxar per 11 milions d'euros, i de moment, sembla que Klose està aconseguint rendir igual de bé que com ho va fer a la Copa del Món del 2006, on va ser el màxim golejador del torneig amb 5 gols.
El 8 de maig de 2014 va ser inclòs pel seleccionador alemany Joachim Löw a la llista preliminar de 30 jugadors per la fase final del mundial de 2014. Posteriorment, el juny de 2014 fou ratificat com un dels 23 seleccionats per representar Alemanya a la Copa del Món de Futbol de 2014 al Brasil.
El juny de 2014, en un partit amistós contra Armènia, va marcar el seu gol número 69 amb la selecció alemanya, amb el qual va superar la marca de 68 que tenia Gerd Müller des de feia 40 anys, per esdevenir el màxim golejador històric de la selecció.

## Palmarès
SV Werder Bremen
- 1 Copa de la lliga alemanya: 2005-06

FC Bayern München
- 2 Bundesliga: 2007-08, 2009-10
- 2 Copes alemanyes: 2007-08, 2009-10
- 1 Copa de la lliga alemanya: 2006-07
- 1 Supercopa alemanya: 2010

SS Lazio
- 1 Copa italiana: 2012-13

Selecció alemanya
- 1 Copa del Món: 2014